# Mary Bruce
Lady Mary Bruce († vor 22. September 1323) war eine schottische Adlige.

## Herkunft
Mary Bruce entstammte der schottischen Familie Bruce. Sie war eine jüngere Tochter von Robert de Brus, Earl of Carrick und dessen Frau Marjorie, Countess of Carrick.

## Schicksal während des Schottischen Unabhängigkeitskriegs
Während des Schottischen Unabhängigkeitskriegs rebellierte ihr ältester Bruder Robert Bruce gegen die Oberherrschaft des englischen Königs Eduard I. und erhob sich im März 1306 zum König der Schotten. Möglicherweise nahm Mary im März 1306 mit ihren Geschwistern an der Krönung ihres Bruders in Scone teil. Robert Bruce wurde jedoch im Juni 1306 von den Engländern in der Schlacht bei Methven geschlagen. Er flüchtete zusammen mit Mary, mit seiner Frau Elizabeth, seiner Tochter Marjorie, mit der Countess of Buchan und mit wenigen hundert Getreuen nach Westen. Die kleine Streitmacht wurde im Juli oder August 1306 im Gefecht bei Dalry von dem auf englischer Seite kämpfenden John Macdougall geschlagen. Bruce und seine Familie konnten wieder entkommen, doch nun trennte sich die Gruppe. Während Robert Bruce mit wenigen Getreuen versuchte, weiter nach Westschottland zu flüchten, sollten die Frauen zusammen mit Marys Bruder Neil Bruce, mit dem Earl of Atholl, David Lindsay und Robert Boyd versuchen, nach Nordschottland zu entkommen. Sie erreichten Kildrummy Castle, wo sie erfuhren, dass ein englisches Heer in Anmarsch war. Daraufhin flüchtete Atholl mit den Frauen weiter nach Norden. Möglicherweise wollten sie die Orkneys erreichen, die unter norwegischer Herrschaft standen. Dort wären sie in Sicherheit gewesen, denn Isabella Bruce, eine Schwester von Mary und Robert Bruce, war norwegische Königin. Als die Gruppe jedoch Tain erreichte, wurde sie vom Earl of Ross gefangen genommen. Eduard I. ließ Atholl hinrichten und auch die Frauen streng bestrafen. Er ließ Mary in einem Käfig sperren, der an der Mauer von Roxburgh Castle aufgehängt wurde. Ihr wurde jeglicher Kontakt verboten, außer zu den englischen Frauen, die ihr zu essen und zu trinken brachten. Eduard II., der 1307 seinem Vater als König nachgefolgt war, ließ sie 1310 nach Newcastle bringen. Die Bemühungen ihres Bruders, Mary und die anderen Frauen gegen englische Gefangene auszutauschen blieben lange Zeit erfolglos. Im September 1312 war sie noch in Newcastle, und möglicherweise wurde sie kurz danach ausgetauscht. Wahrscheinlicher ist aber, dass sie erst nach der englischen Niederlage in der Schlacht von Bannockburn 1314 zusammen mit ihrer Schwägerin Elizabeth und ihrer Nichte Marjorie gegen den in der Schlacht gefangen genommenen Earl of Hereford ausgetauscht wurde und vermutlich vor Mitte Februar, spätestens vor dem 23. März 1315 frei kam.

## Ehen und Nachkommen
Spätestens nach ihrer Rückkehr nach Schottland wurde Mary von ihrem Bruder Robert, der inzwischen unangefochtener König von Schottland war, mit seinem engen Unterstützer Neil Campbell verheiratet. Möglicherweise hatte sie Campbell aber schon vor ihrer Gefangenschaft geheiratet. Ihr Mann starb bereits um 1316. Daraufhin wurde sie mit Sir Alexander Fraser of Touch-Fraser and Cowie verheiratet, einem weiteren frühen Unterstützer ihres Bruders.
Aus ihrer ersten Ehe hatte sie einen Sohn:
- John Campbell, 1. Earl of Atholl († 1333)

Mit ihrem zweiten Mann Alexander Fraser hatte sie mindestens zwei Kinder:
- John Fraser of Touchfraser
- William Fraser (um 1318–1346)

Mary erhielt von ihrem Bruder Robert Bruce Besitzungen des 1314 enteigneten Earl of Atholl, die sie für ihren Sohn aus erster Ehe verwalten durfte. Dieser wurde später zum Earl of Atholl erhoben. Mary wurde wie andere Mitglieder ihrer Familie in Dunfermline Abbey beigesetzt.